# Biserica romano-catolică „Sfântul Ioan Botezătorul” din Delnița

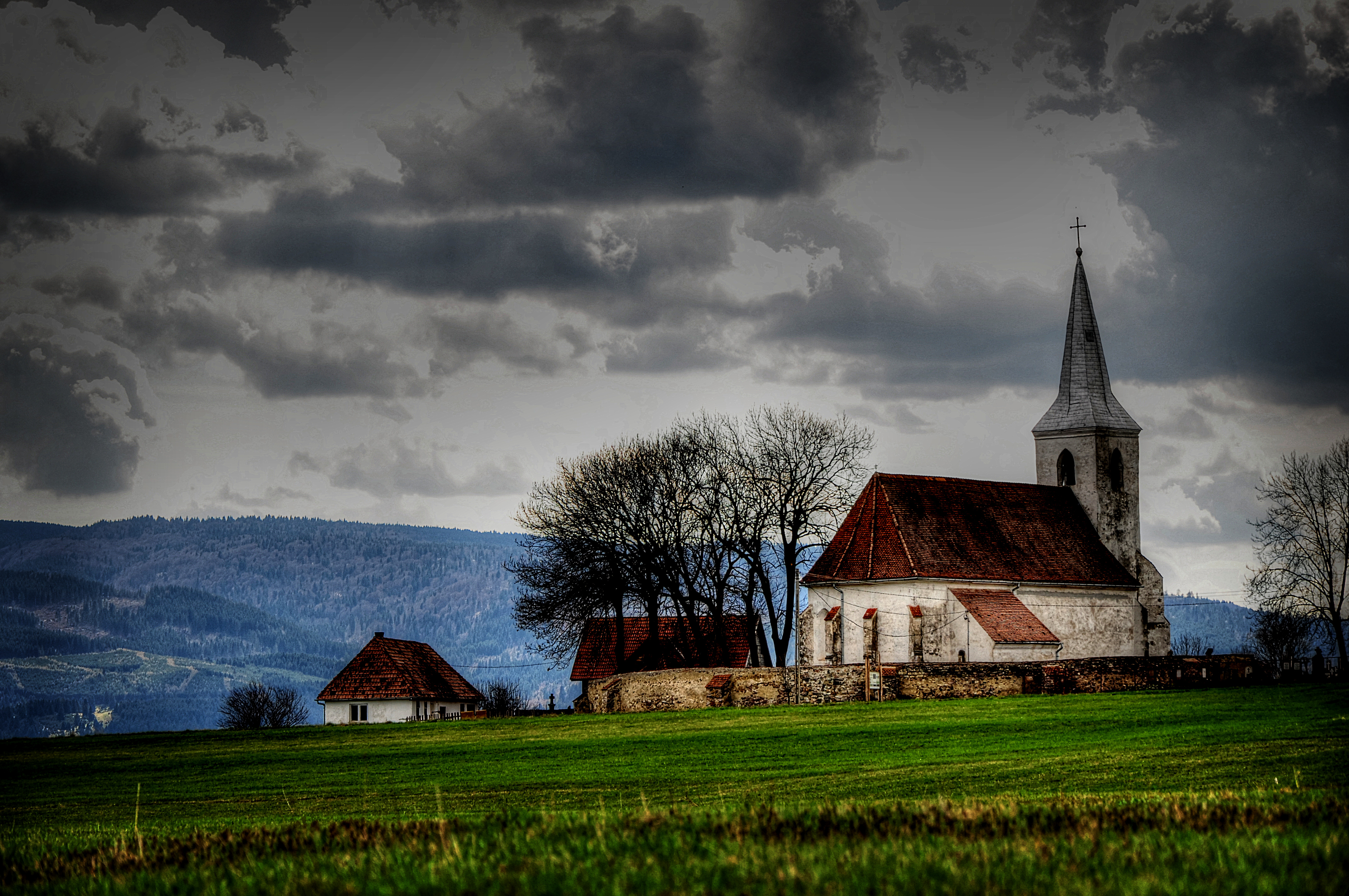
Biserica romano-catolică „Sfântul Ioan Botezătorul” din Delnița, comuna Păuleni-Ciuc, județul Harghita, foto: aprilie 2012.

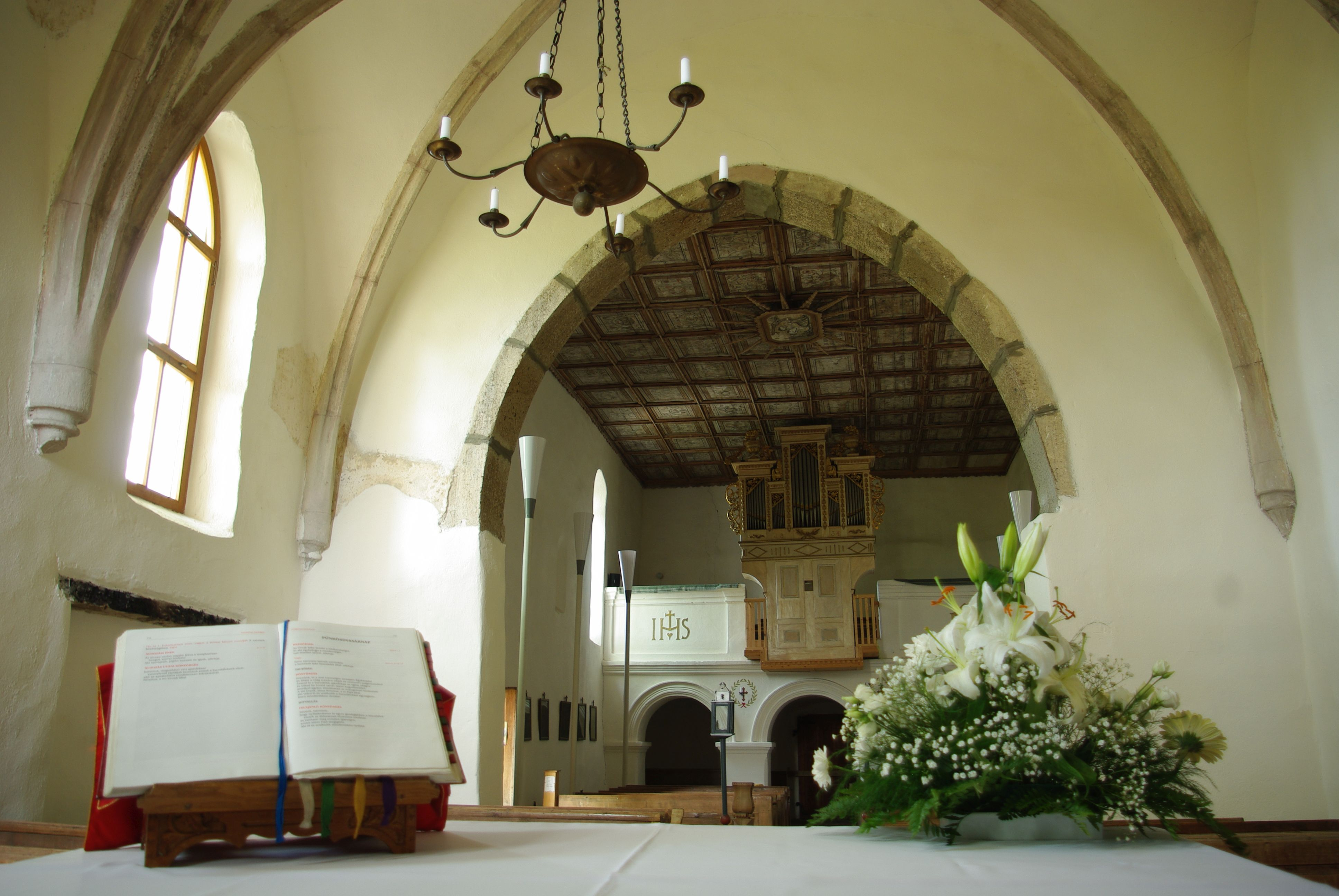
Interiorul navei

Biserica romano-catolică „Sfântul Ioan Botezătorul” din Delnița, comuna Păuleni-Ciuc, județul Harghita, datează din secolul XIV. Biserica se află pe noua listă a monumentelor istorice sub codul LMI:  HR-II-a-A-12814. 

## Istoric și trăsături
Construcția bisericii în stil gotic târziu a avut loc între anii 1450-1500, pe locul unei biserici mai vechi, deteriorate, dar păstrează și câteva elemente caracteristice stilului romanic, probabil din vechea biserică amintită în registrele papale din 1332-1333. Este înconjurată de un zid circular, fortificat. Turnul bisericii este mai masiv decât celelalte turnuri de aceeași vârstă din zonă (cele din Racu, Nicolești sau Mihăileni). Toată ornamentația bisericii și a turnului, ferestrele, intrările, interiorul sunt în stil gotic. Din ornamentația bisericii și din unele urme de steme rămase se presupune, că maistrul constructor este originar din Italia. Altarul datează din anul 1675, reprezentând scene din viața sfântului protector, Ioan Botezătorul, precum și scene iconografice caracteristice marilor sărbători bisericești: Crăciunul, Paștele și Rusaliile. Nacela din interior este decorată cu o boltă cu casete care înlocuiește bolta caracteristică goticului, distrusă cu ocazia invaziilor tătarilor. Există 103 casete, pictate în stil renascentist popular, cuprinzând motive florale ce reprezintă flora caracteristică locului. Ultima renovare a bisericii a fost în anul 1970. 